# Pietro Lombardo (artista)
Pietro Lombardo (Carona, 1435 – Veneza, junho de 1515) foi um escultor e arquiteto da Renascença italiana, pai de Tullio Lombardo (1460-1532) e Antonio Lombardo (1458-1516).
No século XV, Pietro esculpiu muitas tumbas venezianas com a ajuda de seus filhos. Essas tumbas incluem aquelas de Dante Alighieri, Doge Pasquale Malipiero e Pietro Mocenigo. Ele foi o arquiteto e escultor chefe da Santa Maria dei Miracoli (1481-1489), revelando santos e a Virgem Maria nas paredes de várias igrejas católicas.
Pietro Lombardo é mencionado na 27ª linha do Canto XLV do poeta estatunidense Ezra Pound como o primeiro em uma lista de artistas italianos renascentistas que Pound admira.